# Polytonalität
Polytonalität ist die Überlagerung mehrerer Tonarten. So verwendet z. B. Igor Strawinsky in Le Sacre du Printemps Akkorde, die sich aus Es-Dur und E-Dur zusammensetzen. Auch bei Darius Milhaud ist die Polytonalität ein häufiges Stilmittel.
Bei der gleichzeitigen Verwendung von zwei Tonarten spricht man von Bitonalität.